# Городнянка (гміна Васильків)
Городнянка (пол. Horodnianka) — село в Польщі, у гміні Васильків Білостоцького повіту Підляського воєводства.
Населення — 54 особи (2011).
У 1975-1998 роках село належало до Білостоцького воєводства.

## Демографія
Демографічна структура станом на 31 березня 2011 року:
|          | Загалом | Допрацездатний вік | Працездатний вік | Постпрацездатний вік |
| -------- | ------- | ------------------ | ---------------- | -------------------- |
| Чоловіки | 27      | 4                  | 17               | 6                    |
| Жінки    | 27      | 3                  | 15               | 9                    |
| Разом    | 54      | 7                  | 32               | 15                   |